# Джоугар
Джоухар, Джовгар (сом. Jowhaar, араб. جوهر, італ. Giohar) — місто в Сомалі, столиця регіону Середня Шабелле. Крім того, місто — адміністративний центр району Джоухар (Jowhar District, сом. Degmada Jowhaar). Попередня назва міста — італ. Villaggio Duca degli Abruzzi або просто Villabruzzi (Поселення герцога Абруцького (?)). Разом з байським Байдабо Джоухар становив поєднану адміністративну столицю Перехідного федерального уряду Сомалі, захоплену у Союзу ісламських судів.
Місто простягнувся на 90 км уздовж важливої дороги на півночі від державної столиці Могадішо.